# Uncieburia nigricans
Uncieburia nigricans är en skalbaggsart som först beskrevs av Pierre Émile Gounelle 1909.  Uncieburia nigricans ingår i släktet Uncieburia och familjen långhorningar. Inga underarter finns listade i Catalogue of Life.